# ラ・フォル・ジュルネの旅
ラ・フォル・ジュルネの旅（ラ・フォル・ジュルネのたび）は、TBSラジオで放送されていたラジオ番組。放送開始は2006年11月11日、2007年3月31日放送終了。

## 番組概要
2004年から放送されているレーベル「おとなの時間割」の土曜日進出に伴って放送が開始される。2005年5月から東京国際フォーラムで行われている音楽祭『ラ・フォル・ジュルネ・オ・ジャポン 「熱狂の日」音楽祭』とのタイアップ番組である。
「音楽と旅」をコンセプトに、毎週、国別のクラシック音楽を紹介し、作曲家や国の文化などにもスポットを当てる。

## 放送時間
- 毎週土曜日 21:00-22:00

## 出演者

### パーソナリティ
- パンツェッタ・ジローラモ （外国人タレント）

### アシスタント
- 貞包みゆき （フリーアナウンサー）